# Joni Karjalainen (Nordischer Kombinierer)
Joni Karjalainen (* 29. Mai 1987 in Kitee) ist ein ehemaliger finnischer Nordischer Kombinierer, welcher zu seiner aktiven Zeit für Lahden Hiihtoseura an den Start ging.

## Karriere
Im Jahr 2007 nahm er an den Nordischen Junioren-Skiweltmeisterschaften 2007 in der italienische Gemeinde Tarvisio teil. Er startete dort über die im Einzelwettbewerb und konnte, nachdem er nach dem Springen nur den 31. Platz belegt hatte, sich im Langlauf auf den 17. Platz verbessern. Am 29. November 2009 debütierte er beim Weltcup im heimischen Kuusamo im Weltcup 2009/10 und beendete sein erstes Rennen auf den 51. Platz. Damit verpasste er klar seine ersten Weltcup-Punkte.
Von Suomen Hiihtoliitto wurde er für die Nordischen Skiweltmeisterschaften 2011 im norwegischen Oslo nominiert und durfte am Einzelwettbewerb von der Normalschanze und im Team-Wettbewerb von der Normalschanze. Beim Einzelwettbewerb belegte er nach dem Springen den 42. Platz und konnte sich im Langlauf noch auf den 38. Platz verbessern. Er bildete gemeinsam mit Hannu Manninen, Janne Ryynänen und Eetu Vähäsöyrinki die finnische Staffel, welche im Teamwettbewerb den siebten Platz belegte. Am 5. März 2011 startete er im Continental Cup der Nordischen Kombination beim Continental Cup im heimischen Kuopio. Gemeinsam mit Eetu Vähäsöyrinki startete er im Team-Sprint und die beiden Finnen belegte hinter dem Duo aus Österreich den zweiten Platz.